# Міжнародне повітряне право
Міжнародне повітряне право — галузь міжнародного публічного права, принципи і норми якого регулюють правовий статус повітряного простору та режими його використання з метою аеронавігації.